# Preživeli (strip)
Preživeli je 115. epizoda Zagora objavljena u Zlatnoj seriji #340 u izdanju Dnevnika iz Novog Sada. Na kioscima u bivšoj Jugoslaviji se premijerno pojavila u januaru 1977. godine. Koštala je 8 dinara (1,14 DEM; 0,43 $). Imala je 84 strane. Ovo je četvrti od ukupno pet nastavaka koliko je imala ova epizoda. Započela je u ZS-336, a nastavljena u ZS-337, 339 i 341.

## Originalna epizoda
Originalno, ovaj deo objavljen je premijerno u Italiji u svesci pod nazivom La sabbia e rossa u #115 regularne edicije Zagora u izdanju Bonelija na dan 14.2.1975. Epizodu su nacrtali Galijeno Feri i Franco Bignotti, a scenario napisao Gvido Nolita. Naslovnicu je nacrtao Galiano Feri. Koštala je 400 lira (0,67 $; 1,46 DEM).

## Promena crtača
Galijeno Feri, koji je počeo ovaj serijal, nacrtao je u ovom delu prvih 68 strana (do str. 70), nakon toga crtež preuzima Franco Bignotti (str. 71-78), ali i celu narednu svesku (ZS-341). Bignotti je već tada bio poznat jugoslovenskoj publici po radovima na serijalu Mali rendžer.

## Prethodna i naredna epizoda
Prethodna sveska Zagora nosila je naziv Marš očajnika (ZS-338), a naredna Poslednja žrtva (ZS-341).

## Reprize u Srbiji
Ova epizoda reprizirana je do sada dva puta u Srbiji. U ediciji Odabrane priče #41 izašla 14.12.2017 (ukupno 406 strana; cena 580 dinara (4,9 €), te u biblioteci Zagor, knjiga #31 izašla 2020. godine (tvrde korice; cena 2800 din (23 €)). Broj #31 je po prvi put takođe bio štampan sa koricom A i B, koricu B je nacrtao Maurio Laurenti.